# Dongning
Dongning (en chino, 东宁; pinyin, Dōngníng) es un municipio  bajo la administración directa de la Prefectura Mudanjiang en la Provincia de Heilongjiang, República Popular China.  Su área es de 7116 km² y su población total para 2010 superó los 210 mil habitantes. 

## Administración
Desde julio de 2020, el  Municipio Dongning se divide en 6 pueblos administrados en poblados.